# 田中政治
田中 政治（たなか せいじ、1925年10月19日 - ）は、日本の経営評論家、田中経済研究所所長。

## 人物・来歴
本名：田中政治（まさはる）。東京市（現大田区）生まれ、1944年旧制商業学校卒。専門は小売業の販売戦略、流通史など、近代小売業・小売商業史の研究。

## 著書
- 『衣料専門店経営の実際』(専門店経営シリーズ) 文化社, 1964
- 『繊維・衣料の市場戦略』(業種別マーケティング戦略シリーズ) 実務教育出版, 1975
- 『ファッション店の販売促進 仕入れからチェーン化まで』(専門店の販売促進シリーズ) ビジネス社, 1975
- 『ダイエー中内商法対西友堤商法』評言社, 1979.3
- 『小売商のルーツを求めて 江戸・明治篇』日本コンサルタント・グループ, 1980.11
- 『七万人を相手に一人でクリーニング革命を巻き起こした男』評言社, 1980.4
- 『ドキュメント小売商が亡ぶ時』同友館, 1986.11
- 『販売士の資格がとれる法』日本実業出版社, 1990.9
- 『勧工場考 明治のショッピングセンター』田中経営研究所, 1992.1
- 『勧工場考 明治のショッピングセンター 続』田中経営研究所, 1995.3
- 『一歩先へ出た人びと 黎明期のチェーンストア』公開経営指導協会, 2008.10
- 『明治のショッピングセンター勧工場』田中経営研究所, 2009.7
- 『戦前の商業経営文献を語る』(Working paper series 法政大学イノベーション・マネジメント研究センター, 2010.3

### 共編著
- 『高島屋の経営 伝統と革新の商法』和田進共著. 評言社, 1980.4
- 『伊予商人とクレジット　日本月賦産業の歴史と展望1』鳥羽欽一郎共著. 東洋経済新報社, 1981.4
- 『心と行動 喜多村実の方法論』 (公開経営新書) 編著. 公開経営出版会, 1991.9